# غرب كامنج
غرب كامنج رمزها «WK» (بالإنجليزية: West  Kameng)‏ ، هو تقسيم إداري لدولة الهند تتبع ولاية أروناجل برديش (بالإنجليزية: Arunachal  Pradesh)‏ ، مركزها هو مدينة بومديلا (بالإنجليزية: Bomdila)‏ عدد سكانها حسب تعداد سنة 2001 هو 74,595 ، مساحتها 7,422 كم² وكثافة السكان 10 لكل كم² .